# Richard Waddington

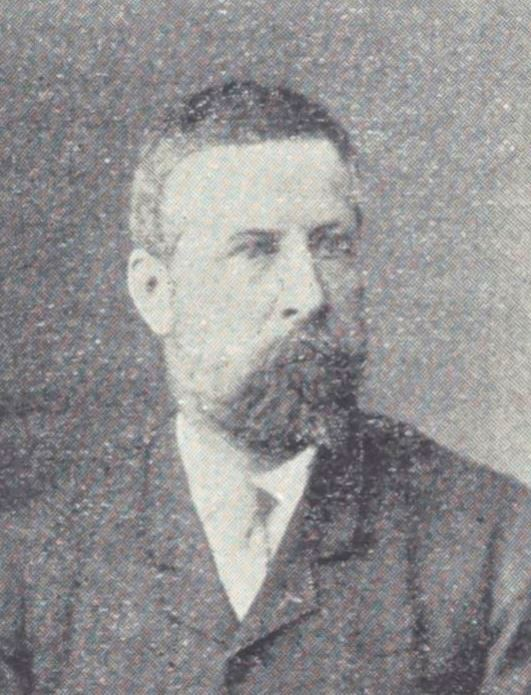
Richard Waddington

Richard Pendrell Waddington (* 22. Mai 1838 in Rouen; † 26. Juni 1913 in Saint-Léger-du-Bourg-Denis) war ein französischer Politiker und Historiker. 
Waddington, Sohn des englischen, aber in Frankreich ansässigen Spinnereibesitzers Thomas Waddington (1792–1862) und der Schottin Janet MacIntosh Chisholm und Bruder von William Henry Waddington, vertrat während der 3. Republik über viele Jahre das Département Seine-Maritime in der Nationalversammlung, zunächst 1876–1891 im Unterhaus, 1891–1913 dann im Senat; er vertrat als Mitglied der Union démocratique, später der Union républicaine gemäßigt linke Positionen.
Waddingtons militär- und diplomatiegeschichtliche Arbeiten zum Siebenjährigen Krieg gelten bis heute als Standardwerke. Ihm zu Ehren benannt ist die Waddington-Bucht in der Antarktis.
Richard Waddington war der Vater der Benediktinerin und Ordensgründerin Marguerite Waddington-Delmas (1870–1952).

## Schriften
- Louis XV et le renversement des alliances: préliminaires de la Guerre de sept ans, 1754–1756. Firmin-Didot, Paris 1896. (Digitalisat)
- La guerre de sept ans: histoire diplomatique et militaire. 5 Bände. Firmin-Didot, Paris 1899–1914:
  - Les débuts (Digitalisat)
  - Crefeld et Zorndorf (Digitalisat)
  - Minden, Kunersdorf, Québec (Digitalisat)
  - Torgau, pacte de famille (Digitalisat)
  - Pondichéry, Villinghausen, Schweidnitz (Digitalisat)